# Sigismond Ier Kęstutaitis
Sigismond Ier Kęstutaitis (en lituanien : Žygimantas Kęstutaitis), né après 1350 et tué le 20 mars 1440, est grand duc de Lituanie de 1432 à 1440.

## Biographie

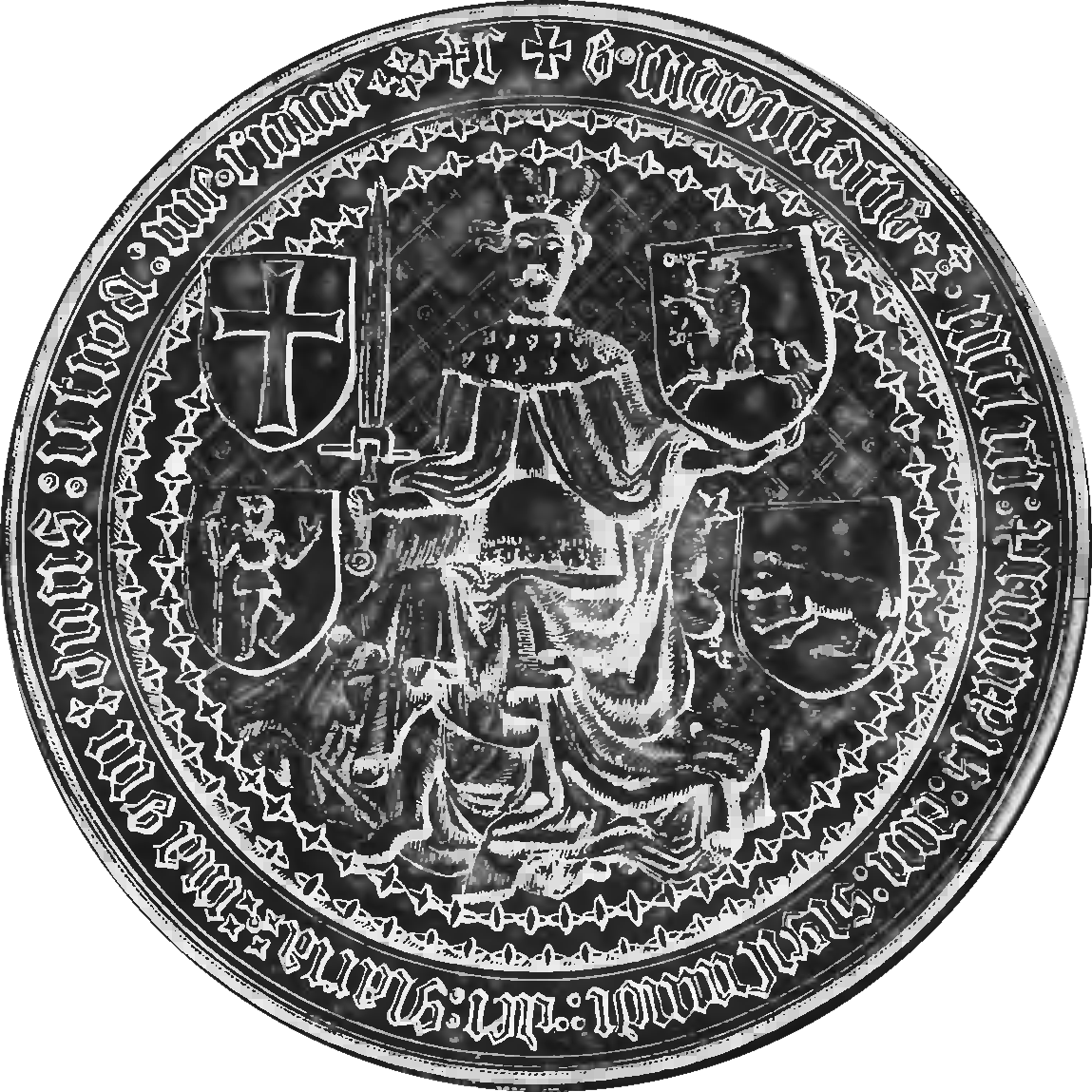
Sceau royal de Sigismond Ier.

Sigismond était le fils du grand-duc Kęstutis et de sa seconde épouse Birutė, tués tous deux en 1382. Il était également le frère cadet de Vytautas le Grand. Il fut d’abord prince de Trakai, de Mozhaisk en 1383[réf. nécessaire] et de Starodoub en 1403. Sigismond est porté au trône de Lituanie début septembre 1432 par la noblesse révoltée qui venait de chasser son cousin Švitrigaila au pouvoir dont les troupes sont battues à Ochmiany le 9 décembre 1432.
Il doit reconnaître par les accords de Grodno (en) la suprématie du roi de Pologne Ladislas II Jagellon sur la Lituanie. Il doit également accorder aux nobles lituaniens des privilèges semblables à ceux de la noblesse polonaise, notamment un Habeas corpus qui prévoit que les nobles poursuivis en justice ne pourront pas être arrêtés sans une décision judiciaire.
Le 6 mai 1434, Sigismond accorde l’égalité des droits aux nobles orthodoxes et catholiques de Lituanie. L’année suivante, son cousin évincé tente de reprendre son trône en s’appuyant sur les chevaliers Porte-Glaive. Ces derniers sont écrasés le 1er septembre 1435 avec leur allié par les Polonais et les Lituaniens réunis à la bataille de Pabaiskas, près de la rivière Sviataïa. Le Maître de Livonie de l'ordre des chevaliers Porte-Glaive, Frank von Kirskorf est tué et Švitrigaila doit se réfugier en Russie.
Estimant son pouvoir consolidé, Sigismond tente alors de reprendre à la noblesse les concessions accordées. Il soulève un profond mécontentement et il est assassiné par des comploteurs le 20 mars 1440 à Trakai. Il est inhumé dans la crypte de la basilique archicathédrale Saint-Stanislas et Saint-Ladislas de Vilnius.

## Union et descendance
Sigismond Kęstutaitis avait épousé une fille du prince André Odynczewicz dont :
- Michel Boleslaw (lituanien Mykolas Žygimantaitis) (1406-1452), grand duc associé de Lituanie (1434-1435), Prétendant comme grand-duc de Lituanie (1446-1448).